# Baldomero Gabriel y Galán
Luis Baldomero Gabriel y Galán (1868-1926) nació en Frades de la Sierra (Salamanca). Tras cursar la carrera de Derecho en Salamanca, obtuvo plaza por oposición en el Cuerpo de Abogados del Estado teniendo como destino primero Zamora, posteriormente Salamanca y finalmente Madrid.
Militó en el catolicismo social que, emanado del pontificado de León XIII (1878-1903), fue impulsado en Salamanca por el obispo Tomás Cámara y Castro (1885-1904). Entre su producción escrita llevó a cabo diversos estudios sobre el universo campesino. En La propiedad territorial en la provincia de Salamanca (1906) denunció el excesivo predominio del latifundio y las crudas condiciones a las que debían sujetarse los campesinos charros. Asimismo desarrolló una notable actividad como columnista político-social de prensa tanto en Salamanca como posteriormente en Madrid utilizando con mucha frecuencia la composición poética. Entre la primera y la segunda década del siglo, ya desde Madrid, combinó su actividad profesional con la preparación de candidatos a oposiciones al Cuerpo de Abogados del Estado. Durante esta época madrileña fue afín a los sucesivos gobiernos de Antonio Maura. 
Desde fines de los años noventa se hizo activo fundamental en la obra literaria de su hermano José María Gabriel y Galán tanto como estímulo continuo para la composición poética como para que ésta, elaborada desde su residencia en Guijo de Granadilla (Cáceres), rebasara el ámbito doméstico-local, se introdujera en los círculos intelectuales de Salamanca y fuera publicada. A través de la amistad de Baldomero con Miguel de Unamuno éste conoció la poesía "El Cristu benditu" (1898), alabada por el rector salmantino hasta el punto de recitarla de memoria entre sus círculos. Los Juegos Florales de Salamanca de 1901 encumbraron a José María y lo aproximaron aún más a Unamuno. Sin embargo, la pertenencia de Baldomero al entorno del obispo de Salamanca, el Padre Cámara, generó una situación tensa al poeta una vez que el prelado se alineó con una campaña que, desde el interior del claustro universitario, pretendía la destitución de Unamuno de la jefatura de la Universidad de Salamanca. 
Tras la muerte de José María (1905), Baldomero veló por la pervivencia de su obra a través de sucesivas ediciones y aprovisionando a los diversos estudiosos de información sobre su vida y su labor poética. Por otro lado, el acusado parecido físico de los dos hermanos hizo que posara para alguno de los escultores que labraron las estatuas del poeta erigidas tras su óbito.
Durante su destino profesional en Zamora, Baldomero Gabriel conoció a la que sería su esposa, Ángela Peñalosa Merchán, con la que tuvo seis hijos (Luis, María Dolores, Alfonso, José María, María del Carmen y Rodrigo). En 1931 su hija María Dolores (1903-1997) casó con el primogénito del poeta, Jesús (1898-1963). Baldomero no transmitió a sus hijos la unión de sus dos apellidos, privilegio real de Alfonso XIII que fue exclusivo para los directos descendientes del poeta. 